# 石河正章
石河 正章（いしこ まさあき）は、尾張藩家臣、美濃駒塚領主、石川（石河）家第4代当主。名字を石川から石河に改めた。

## 略歴
貞享元年（1684年）、尾張藩家老石川章長の子として生まれる。宝永3年（1706年）、父の隠居により家督を相続。万石格、家老となる。
享保元年（1716年）、藩主継友の許しを得て、祖父正光の代から途絶えている、将軍家への参府御暇御礼（参勤と帰国の際の将軍家への拝謁）の再開を幕府に願出た。曽祖父光忠が徳川家康の命により、徳川義直に付属せられた経緯から、石河家は、将軍家への拝謁を許された筋目の家柄であったが、祖父正光が幼くして家督相続して以降、参府御暇御礼が途絶えていた。藩主継友の命で、尾張藩江戸家老大道寺直秀が、幕府老中井上正岑と交渉した結果、これが認められる。享保2年（1717年）3月、正章が江戸に出府し、江戸城で将軍徳川吉宗に拝謁を許される。これが先例となり代々の当主に受け継がれた。享保4年（1719年）、従五位下出羽守に叙任。享保11年（1726年）、名古屋への参勤のために、木曽川に駒塚渡しを開設した。
享保16年（1731年）6月、隠居して家督を嫡男忠喜に譲る。宝暦3年（1753年）7月28日死去。享年70。